# وازگن توانیان
وازگن آرمنی توانیان (ارمنی: Վազգեն Արմենի Թևանյան‎؛  زادهٔ ۲۷ اکتبر ۱۹۹۹) کشتی‌گیر در رشته کشتی آزاد اهل ارمنستان است که در مجموع در برندهٔ ۵ مدال طلا، ۱ مدال نقره و ۱ مدال برنز شده است. وی سابقه حضور در المپیک ۲۰۲۰ توکیو را دارد.

## نتایج مهم
| رقابت‌های کشتی آزاد بین‌المللی                            | رقابت‌های کشتی آزاد بین‌المللی                          | رقابت‌های کشتی آزاد بین‌المللی                          | رقابت‌های کشتی آزاد بین‌المللی                          | رقابت‌های کشتی آزاد بین‌المللی                          | رقابت‌های کشتی آزاد بین‌المللی                          | رقابت‌های کشتی آزاد بین‌المللی                          |
| نتیجه                                                   | رکورد                                                 | حریف                                                  | امتیاز                                                | تاریخ                                                 | رویداد                                                | مکان                                                  |
| ۲۰۲۱ تورنمنت انتخابی بازی‌های المپیک در اروپا در ۶۵ ک‌گ   | ۲۰۲۱ تورنمنت انتخابی بازی‌های المپیک در اروپا در ۶۵ ک‌گ | ۲۰۲۱ تورنمنت انتخابی بازی‌های المپیک در اروپا در ۶۵ ک‌گ | ۲۰۲۱ تورنمنت انتخابی بازی‌های المپیک در اروپا در ۶۵ ک‌گ | ۲۰۲۱ تورنمنت انتخابی بازی‌های المپیک در اروپا در ۶۵ ک‌گ | ۲۰۲۱ تورنمنت انتخابی بازی‌های المپیک در اروپا در ۶۵ ک‌گ | ۲۰۲۱ تورنمنت انتخابی بازی‌های المپیک در اروپا در ۶۵ ک‌گ |
| ------------------------------------------------------- | ----------------------------------------------------- | ----------------------------------------------------- | ----------------------------------------------------- | ----------------------------------------------------- | ----------------------------------------------------- | ----------------------------------------------------- |
| برد                                                     | ۲۰–۶                                                  | حاجی علیف                                             | ۹–۰                                                   | ۱۸–۱۹ مارس ۲۰۲۱                                       | 2021 European Olympic Qualification Tournament        | بوداپست                                               |
| برد                                                     | ۱۹–۶                                                  | ماگومدمراد گادژیف                                     | ۴–۲                                                   | ۱۸–۱۹ مارس ۲۰۲۱                                       | 2021 European Olympic Qualification Tournament        | بوداپست                                               |
| برد                                                     | ۱۸–۶                                                  | ولادیمر خینچگاشویلی                                   | ۶–۴                                                   | ۱۸–۱۹ مارس ۲۰۲۱                                       | 2021 European Olympic Qualification Tournament        | بوداپست                                               |
| برد                                                     | ۱۷–۶                                                  | نیورگون اسکریابین                                     | ۷–۵                                                   | ۱۸–۱۹ مارس ۲۰۲۱                                       | 2021 European Olympic Qualification Tournament        | بوداپست                                               |
| جام جهانی انفرادی کشتی ۲۰۲۰ در ۶۵ ک‌گ                    |                                                       |                                                       |                                                       |                                                       |                                                       |                                                       |
| برد                                                     | ۱۶–۶                                                  | اسماعیل موساکایف                                      | ۹–۱                                                   | ۱۲–۱۸ دسامبر ۲۰۲۰                                     | جام جهانی انفرادی کشتی ۲۰۲۰                           | بلگراد                                                |
| برد                                                     | ۱۵–۶                                                  | گور هوهانیسیان                                        | ۷–۲                                                   | ۱۲–۱۸ دسامبر ۲۰۲۰                                     | جام جهانی انفرادی کشتی ۲۰۲۰                           | بلگراد                                                |
| برد                                                     | ۱۴–۶                                                  | نیکلای اوخلوپکوف                                      | TF 10–0                                               | ۱۲–۱۸ دسامبر ۲۰۲۰                                     | جام جهانی انفرادی کشتی ۲۰۲۰                           | بلگراد                                                |
| برد                                                     | ۱۳–۶                                                  | حاجی مححمد علی                                        | TF 11–0                                               | ۱۲–۱۸ دسامبر ۲۰۲۰                                     | جام جهانی انفرادی کشتی ۲۰۲۰                           | بلگراد                                                |
| برد                                                     | ۱۲–۶                                                  | نیکلای گرامهز                                         | ۶–۰                                                   | ۱۲–۱۸ دسامبر ۲۰۲۰                                     | جام جهانی انفرادی کشتی ۲۰۲۰                           | بلگراد                                                |
| جام تختی ۲۰۲۰ ۸ام در ۶۵ ک‌گ                              |                                                       |                                                       |                                                       |                                                       |                                                       |                                                       |
| باخت                                                    | ۱۱–۶                                                  | خیرالله قهرمانی                                       | ۰–۵                                                   | ۸–۱۰ ژانویه ۲۰۲۰                                      | جام تختی ۲۰۲۰                                         | کرمانشاه                                              |
| مسابقات قهرمانی کشتی زیر ۲۳ سال جهان ۲۰۱۹ ۱۸ام در ۶۵ ک‌گ |                                                       |                                                       |                                                       |                                                       |                                                       |                                                       |
| باخت                                                    | ۱۱–۵                                                  | سلیم کوزان                                            | ۳–۳                                                   | ۲۸ اکتبر – ۳ نوامبر ۲۰۱۹                              | مسابقات قهرمانی کشتی زیر ۲۳ سال جهان ۲۰۱۹             | بوداپست                                               |
| جام بین‌قاره‌ای ۲۰۱۹ در ۶۵ ک‌گ                             |                                                       |                                                       |                                                       |                                                       |                                                       |                                                       |
| برد                                                     | ۱۱–۴                                                  | شامیل گوسینوف                                         | ۵–۲                                                   | ۱۰–۱۴ اکتبر ۲۰۱۹                                      | جام بین‌قاره‌ای ۲۰۱۹                                    | خاساویورت                                             |
| باخت                                                    | ۱۰–۴                                                  | ایوان هندرسون                                         | ۳–۴                                                   | ۱۰–۱۴ اکتبر ۲۰۱۹                                      | جام بین‌قاره‌ای ۲۰۱۹                                    | خاساویورت                                             |
| برد                                                     | ۱۰–۳                                                  | هراچیا مارگاریان                                      | ۲–۱                                                   | ۱۰–۱۴ اکتبر ۲۰۱۹                                      | جام بین‌قاره‌ای ۲۰۱۹                                    | خاساویورت                                             |
| برد                                                     | ۹–۳                                                   | احمد جلیلوف                                           | ۲–۱                                                   | ۱۰–۱۴ اکتبر ۲۰۱۹                                      | جام بین‌قاره‌ای ۲۰۱۹                                    | خاساویورت                                             |
| برد                                                     | ۸–۳                                                   | زاگیر شاخیف                                           | ۶–۵                                                   | ۱۰–۱۴ اکتبر ۲۰۱۹                                      | جام بین‌قاره‌ای ۲۰۱۹                                    | خاساویورت                                             |
| قهرمانی کشتی جهان ۲۰۱۹ ۲۴ام در ۶۵ ک‌گ                    |                                                       |                                                       |                                                       |                                                       |                                                       |                                                       |
| باخت                                                    | ۷–۳                                                   | تاکوتو اوتوگورو                                       | ۰–۶                                                   | ۱۹ سپتامبر ۲۰۱۹                                       | قهرمانی کشتی جهان ۲۰۱۹                                | نورسلطان                                              |
| برد                                                     | ۷–۲                                                   | گور هوهانیسیان                                        | ۵–۳                                                   | ۱۹ سپتامبر ۲۰۱۹                                       | قهرمانی کشتی جهان ۲۰۱۹                                | نورسلطان                                              |
| 2019 European Championships ۱۱ام در ۶۵ ک‌گ               |                                                       |                                                       |                                                       |                                                       |                                                       |                                                       |
| باخت                                                    | ۶–۲                                                   | حاجی علیف                                             | ۰–۱                                                   | ۸ آوریل ۲۰۱۹                                          | 2019 European Continental Championships               | بخارست                                                |
| برد                                                     | ۶–۱                                                   | جرج رم                                                | TF 10–0                                               | ۸ آوریل ۲۰۱۹                                          | 2019 European Continental Championships               | بخارست                                                |
| مسابقات قهرمانی زیر۲۳ سال اروپا ۲۰۱۹ در ۶۵ ک‌گ           |                                                       |                                                       |                                                       |                                                       |                                                       |                                                       |
| برد                                                     | ۵–۱                                                   | ادمی بولکوادزه                                        | ۲–۱                                                   | ۴–۱۰ مارس ۲۰۱۹                                        | مسابقات قهرمانی زیر۲۳ سال اروپا ۲۰۱۹                  | نووی ساد                                              |
| برد                                                     | ۴–۱                                                   | ماکسیم ساکولتان                                       | ۲–۱                                                   | ۴–۱۰ مارس ۲۰۱۹                                        | مسابقات قهرمانی زیر۲۳ سال اروپا ۲۰۱۹                  | نووی ساد                                              |
| برد                                                     | ۳–۱                                                   | en:Selim Kozan                                        | TF ۱۷–۴                                               | ۴–۱۰ مارس ۲۰۱۹                                        | مسابقات قهرمانی زیر۲۳ سال اروپا ۲۰۱۹                  | نووی ساد                                              |
| برد                                                     | ۲–۱                                                   | ایلمن مختاروف                                         | ۸–۶                                                   | ۴–۱۰ مارس ۲۰۱۹                                        | مسابقات قهرمانی زیر۲۳ سال اروپا ۲۰۱۹                  | نووی ساد                                              |
| جام تختی ۲۰۱۹ ۶ام در ۶۵ ک‌گ                              |                                                       |                                                       |                                                       |                                                       |                                                       |                                                       |
| باخت                                                    | ۱–۱                                                   | پژمان بیابانی                                         | ۳–۴                                                   | ۷–۸ فوریه ۲۰۱۹                                        | جام تختی ۲۰۱۹                                         | کرمانشاه                                              |
| برد                                                     | ۱–۰                                                   | مهران شیخی                                            | ۳–۰                                                   | ۷–۸ فوریه ۲۰۱۹                                        | جام تختی ۲۰۱۹                                         | کرمانشاه                                              |
| مسابقات قهرمانی ۲۰۱۸ ارمنستان در ۶۵ ک‌گ                  |                                                       |                                                       |                                                       |                                                       |                                                       |                                                       |
| برد                                                     | ۱–۱                                                   | نام حریف                                              |                                                       | تاریخ                                                 |                                                       | مسابقات قهرمانی ۲۰۱۸ ارمنستان ایروان                  |
| مسابقات قهرمانی ۲۰۱۸ جوانان جهان در ۶۱ ک‌گ               |                                                       |                                                       |                                                       |                                                       |                                                       |                                                       |
| برد                                                     | ۱–۱                                                   | نام حریف                                              |                                                       | تاریخ                                                 |                                                       | مسابقات قهرمانی ۲۰۱۸ جوانان جهان -                    |
| مسابقات قهرمانی ۲۰۱۸ جوانان اروپا در ۶۱ ک‌گ              |                                                       |                                                       |                                                       |                                                       |                                                       |                                                       |
| برد                                                     | ۱–۱                                                   | نام حریف                                              |                                                       | تاریخ                                                 |                                                       | مسابقات قهرمانی ۲۰۱۸ جوانان اروپا -                   |
| مسابقات قهرمانی ۲۰۱۶ نوجوانان جهان در ۵۸ ک‌گ             |                                                       |                                                       |                                                       |                                                       |                                                       |                                                       |
| برد                                                     | ۱–۱                                                   | نام حریف                                              |                                                       | تاریخ                                                 |                                                       | مسابقات قهرمانی ۲۰۱۶ نوجوانان جهان -                  |
| مسابقات قهرمانی نوجوانان ۲۰۱۵ اروپا در ۵۴ ک‌گ            |                                                       |                                                       |                                                       |                                                       |                                                       |                                                       |
| برد                                                     | ۱–۱                                                   | نام حریف                                              |                                                       | تاریخ                                                 |                                                       | مسابقات قهرمانی نوجوانان ۲۰۱۵ اروپا -                 |